# Pales brouni
Pales brouni là một loài ruồi trong họ Tachinidae.